# 24 Nights
| 전문가 평가                | 전문가 평가  |
| 평가 점수                  | 평가 점수    |
| 출처                       | 점수         |
| -------------------------- | ------------ |
| Allmusic                   | [ 1 ]        |
| Rolling Stone              | [ 2 ]        |
| The New York Times         | (favourable) |
| Christgau's Consumer Guide | [ 4 ]        |

《24 Nights》는 영국의 음악가 에릭 클랩튼의 다섯 번째 라이브 음반으로, 1990년과 1991년 영국 런던의 로열 앨버트 홀에서 녹음되었다. 1991년 10월 8일에 발매되었다.

## 배경
이 음반은 에릭 클랩튼이 2년 동안 로열 앨버트 홀에서 했던 42번의 콘서트에서 나온 "최고의" 음반이다. 클랩튼은 1990년 18박에 이어 1991년 2월 5일부터 3월 9일까지 런던 로열 앨버트 홀에서 24박의 공연을 하며 기록을 세웠다. 보도에 따르면 클랩튼은 1990년 콘서트 녹음에 만족하지 않고 1991년 날짜의 24박 이후까지 CD 발매를 연기했다고 한다. 이 콘서트는 마이클 카멘이 지휘하는 내셔널 필하모닉 오케스트라가 마지막으로 선보이는 4개의 기악 편곡, 4개의 블루스, 9개의 음악, 오케스트라의 밤으로 이루어졌다. 커버 아트는 피터 블레이크가 그린 것이다.

## 녹음
CD와 DVD에 수록된 4개의 음반 〈Running on Faith〉, 〈White Room〉, 〈Sunshine of Your Love〉는 1990년 1월 24일에 녹음되었다. 밴드는 클랩튼과 베이시스트 네이선 이스트, 드러머 스티브 페론, 키보디스트 그레그 필린게인즈로 구성되었다. 1990년 2월 5일, 클랩튼이 버디 가이, 로버트 크레이와 함께 녹음한 블루스 밴드 타이틀 〈Worried Life Blues〉,〈Watch Yourself〉 그리고 〈Have You Ever Loved a Woman〉이 촬영되어 녹음되었다. 1990년 라이브 녹음 세션의 마지막은 1990년 2월 9일 오케스트라의 밤을 녹음한 것이다. 〈Bell Bottom Blues〉, 〈Hard Times〉, 〈Edge of Darkness〉는 CD와 비디오 녹음에서 모두 사용되었다. 1991년 2월 10일, 클랩튼은 CD 발매를 위해 〈Badge〉를 녹음했다. 8일 후 9인조 밴드 라인업이 돋보이는 〈Pretending〉, 〈Bad Love〉, 〈Old Love〉, 〈Wonderful Tonight〉 콘서트가 열렸다. 〈No Alibis〉, 〈I Shot the Sheriff〉, 〈Cocaine〉은 〈Wonderful Tonight〉의 다양한 CD 싱글로 발매되었다. 《24 Nights》 비디오 속 〈Old Love〉, 〈Wonderful Tonight〉, 〈Pretending〉(솔로 2위만 해당)의 버전은 음반 상대와 다르지만 전날 밤 방송에서 찍은 것은 아니다. 그들은 심지어 재작년에 찍혔을지도 모르지만, 1990년에 클랩튼의 밴드가 아니었던 척 리벨이 포함된 것 때문에 두 배가 되었다. 1991년 2월 28일, 지미 본을 주인공으로 한 〈Hoodoo Man〉이 녹음되었다.

## 곡 목록
| #  | 제목                            | 작사·작곡                | 재생 시간 |
| -- | ------------------------------- | ------------------------ | --------- |
| 1. | 〈Badge〉                       | 에릭 클랩튼, 조지 해리슨 | 6:51      |
| 2. | 〈Running on Faith〉            | 제리 린 윌리엄스         | 6:49      |
| 3. | 〈White Room〉                  | 잭 브루스, 피트 브라운   | 6:10      |
| 4. | 〈Sunshine of Your Love〉       | 브루스, 브라운, 클랩튼   | 9:11      |
| 5. | 〈Watch Yourself〉              | 버디 가이                | 5:39      |
| 6. | 〈Have You Ever Loved a Woman〉 | 빌리 마일즈              | 6:52      |
| 7. | 〈Worried Life Blues〉          | 빅 마세오 메리웨더       | 5:28      |
| 8. | 〈메리웨더〉                    | 주니어 웰스              | 5:41      |

| #  | 제목                  | 작사·작곡             | 재생 시간 |
| -- | --------------------- | --------------------- | --------- |
| 1. | 〈Pretending〉        | 윌리엄스              | 7:08      |
| 2. | 〈Bad Love〉          | 클랩튼, 믹 존스       | 6:25      |
| 3. | 〈Old Love〉          | 클랩튼, 로버트 크레이 | 13:01     |
| 4. | 〈Wonderful Tonight〉 | 클랩튼                | 9:11      |
| 5. | 〈Bell Bottom Blues〉 | 클랩튼                | 6:39      |
| 6. | 〈Hard Times〉        | 레이 찰스             | 3:45      |
| 7. | 〈Edge of Darkness〉  | 클랩튼, 마이클 카멘   | 6:30      |

## 인증
| 국가                       | 인증 | 판매량/출하량 |
| -------------------------- | ---- | ------------- |
| 멕시코 (AMPROFON)          | 골드 | 100,000^      |
| 영국 (BPI)                 | 골드 | 100,000^      |
| 미국 (RIAA)                | 골드 | 500,000^      |
| ^출하량을 기반으로 한 인증 |      |               |

| 국가                       | 인증     | 판매량/출하량 |
| -------------------------- | -------- | ------------- |
| 오스트레일리아 (ARIA)      | 플래티넘 | 15,000^       |
| 캐나다 (뮤직 캐나다)       | 플래티넘 | 10,000^       |
| 미국 (RIAA)                | 골드     | 50,000^       |
| ^출하량을 기반으로 한 인증 |          |               |